# Hàbitat del Pla del Bac
L'Habitat del Pla del Bac és un hàbitat, o les restes que en queden, prehistòric, del terme comunal d'Eina, de l'Alta Cerdanya, a la Catalunya del Nord.
Està situat a 1.612,1 m alt a prop a ponent del poble d'Eina, en el Pla del Bac.
Les restes de l'hàbitat aprofiten unes roques, entre les quals es troba el forat on es va encabir aquest hàbitat prehistòric.